# Дадиани (княжеский род)

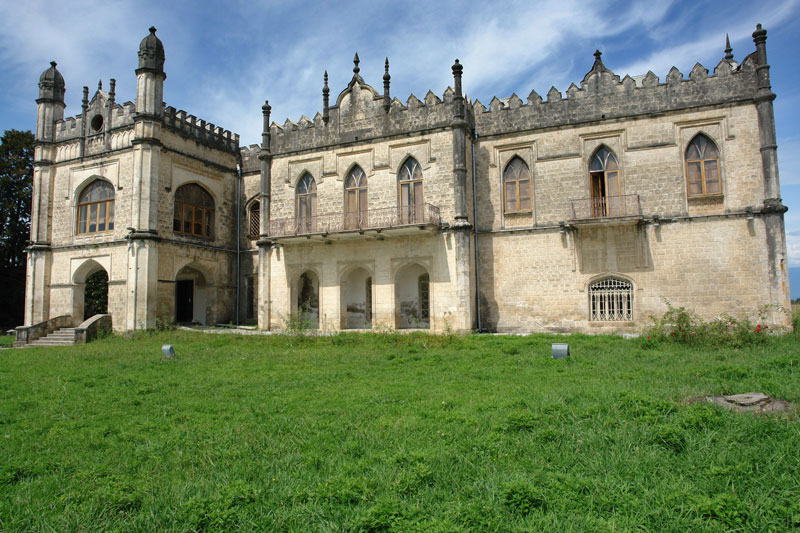
Дворец князей Дадиани в Зугдиди.

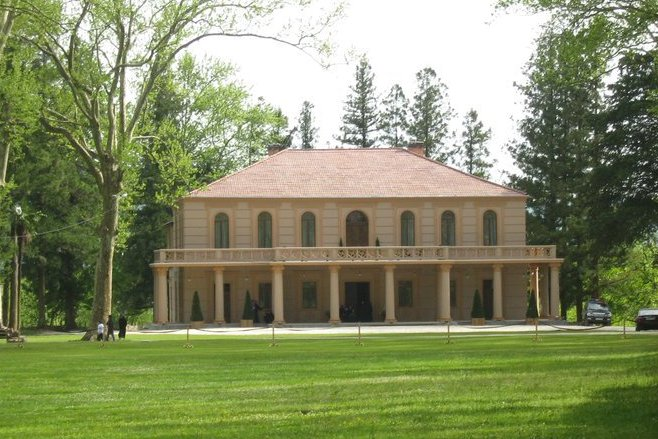
Дворец князей Дадиани в Салхино — летняя резиденция

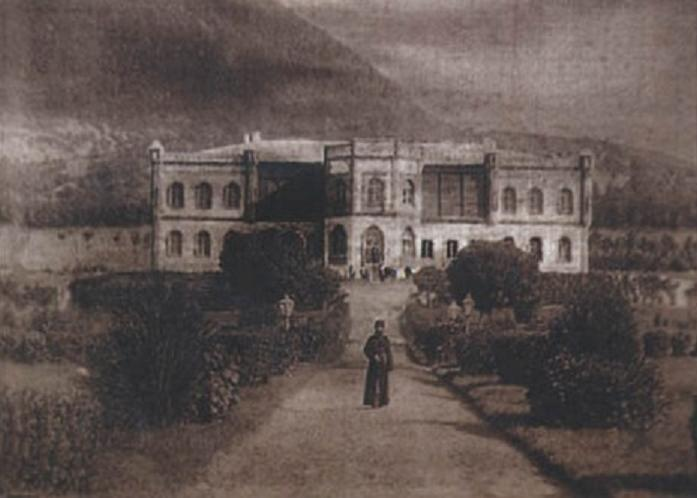
дворец князей Дадиани в Горди (не сохранился до наших дней)

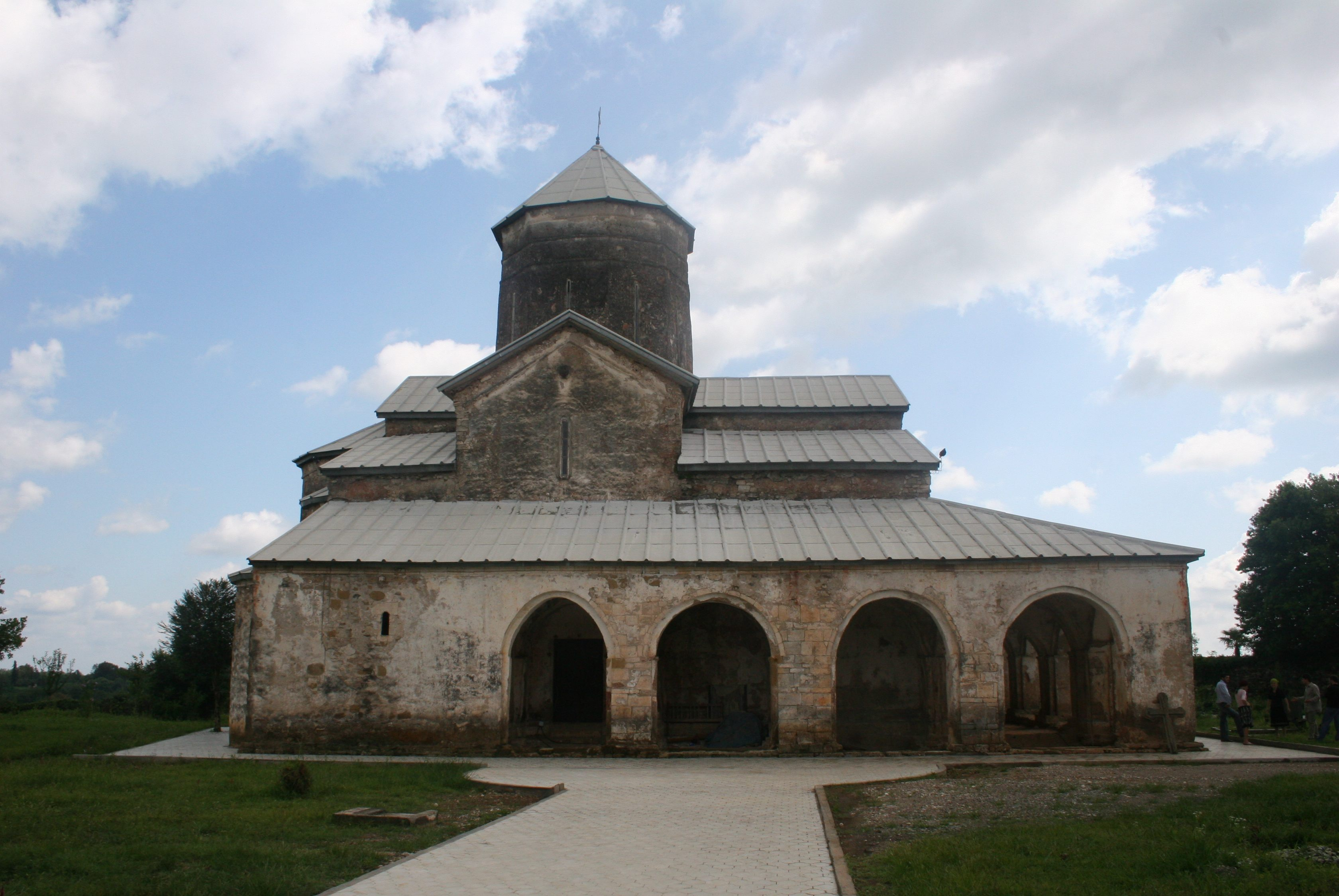
Собор Христа Спасителя в Цаленджихе с семейной часовней и усыпальницей первой династии.

Дадиани (груз. დადიანი) — мегрельская княжеская фамилия сванского происхождения, владевшая западной грузинской провинцией Мегрелии (Одиши). В русской традиции — Дадианы.
Существовало два дома Дадиани:
- Дадиани первой династии — правили до 1691 года. Одного происхождения с правителями Гурийского княжества. Их потомки выехали в Россию и известны под фамилией Дадиановы[1].
- Дадиани второй династии — из дома Чиковани, правили с 1691 до 1866 года[2].

Усыпальницей Дадиани первой династии служил собор Христа Спасителя в Цаленджихе, а второй — кафедральный собор в Мартвили.

## Владетели Мегрелии

### Первая династия
- Вардан I — (? — 1184)
- Вардан II — (1184—1213 или ок. 1180-е гг. — 1190-е гг.)
- Шергил — (1213—1250 или ок.1220-е гг. — 1240-е гг.), его сын
- Вардан III — (1250—1260 или ок. 1240-е гг. — 1250-е гг.), его сын
- Цотнэ — (1260—1300 или ок. 1270-е гг. — ок. 1290-е гг.), его брат
- Георгий I — (1300 (или ок. 1293)- 1323), его сын
- Мамиа I — (1323—1345), его сын
- Георгий II — (1345—1384), его сын
- Вамех I — (1384—1396), его сын
- Мамиа II — (1396—1414), его сын
- Липарит I — (1414—1470), его сын
- Шамадавле — (1470—1474 (или 1473)), его сын
- Вамех II — (1474—1482), его дядя (брат?)
- Липарит II — (1482—1512), сын Шамадавле
- Мамиа III — (1512—1532 (или 1533)), его сын
- Леван I — (1532 (или 1533) — 1546), его сын
- Георгий III — (1546—1573 и 1578 (или 1574) — 1582), его сын
- Мамиа IV — (1573—1578 (или 1574—1574) и 1582—1590), его брат
- Манучар I — (1590—1611), его сын
- Леван II — (1611—1657), его сын
- Липарит III — (1657—1658), его племянник
- Вамех III — (1658—1661), его двоюродный дядя (сын Георгия Липартиани)
- Леван III — (1661—1681), его двоюродный племянник (племянник Леван II)
- Леван IV — (1681—1691), его сын

### Вторая династия (Чиковани)
- Георгий IV — (1691 (или 1700) — 1704 и 1710—1715 (или 1714))
- Кация I — (1704—1710), его сын
- Бежан I — (1715 (или 1714)—1728), его брат
- Отия I — (1728—1757 (или 1758)), его сын
- Кация II — (1757 (или 1758)—1788), его сын
- Григол I — (1788—1791, 1794—1802 и 1802—1804), его сын
- Манучар II — (1791—1793), его брат
- Тариел — (1793—1794 и 1802—1802), его брат
- Леван V — (1804—1840), его племянник (сын Григола I)
- Давид I — (1840—1853), его сын
- Николай I — (1853—1867), его сын

Потомки Кация I владели Мингрелией до 1803 г., когда князь Григорий Дадиани принял подданство России на правах вассального владетеля. В 1867 г. князь Николай Дадиани окончательно уступил свои права на Мингрелию России, причём получил титул светлости и фамилию князя Мингрельского для себя и старшего в роде своих потомков; брат его Андрей получил фамилию князя Дадиани-Мингрельского; младшие же потомки кн. Николая Мингрельского и все потомки кн. Андрея Дадиани-Мингрельского сохраняют фамилию князей Дадиани, которую носят также многие другие ветви этого рода.

## Главы княжеского дома Мегрелии (после 1867 г.)
- Николай (I) — (1867—1903)
- Николай (II) — (1903—1919), его сын
- Григол (II) — (1919—1924), его троюродный брат
- Григол (III) — (1924—1976), его сын
- Бутхузи — (1976—1989), его сын
- Леван (VI) — (с 1989), его брат.
- Константин (II), сын Левана

## Описание герба
В лазоревом щите на золотой траве золотой с червлёными желудями дуб, на нём на червлёной ленте повешено золотое руно с червлёными рогами и копытами. Перед дубом золотой дракон с червлёными глазами и хвостом, извергающий червлёное пламя.
Над щитом серебряный с золотыми украшениями шлем со стрелкой и кольчугой, коронованный золотой короной. Нашлемник: золотое крыло дракона. Намёт: лазоревый с золотом. Девиз: «НОС NOLI TANGERE» золотом на лазоревой ленте. Герб украшен червлёной, подбитой горностаем, мантией с золотыми кистями и бахромой и увенчан княжеской короной. Герб рода князя Андрея Дадиан-Мингрельского внесён в Часть 13 Общего гербовника дворянских родов Всероссийской империи, стр. 2.

## Известные представители
- Дадиани, Мариам — царица картлийская.
- Дадиан-Мингрельский Георгий Григорьевич — светлейший князь, генерал-майор.
- Дадиани, Александра Георгиевна (в браке Шервашидзе; 1822—1864) — третья супруга князя Абхазии М. Г. Шервашидзе, кавалерственная дама ордена Святой Екатерины малого креста.
- Чавчавадзе-Дадиани Екатерина Александровна (1816—1882) — правительница Мегрелии.
- Дадиани, Григорий Леванович (1814—1901) — князь, генерал от инфантерии, поэт.
- Виссарион (Дадиани) (1832—1900) — епископ Имеретинский
- Дадиани, Константин Леванович  — князь, генерал от кавалерии.
- Дадиани, Нино Георгиевна (1772—1847) — статс-дама, кавалерственная дама, жена правителя Мингрелии Григория Дадиани.
- Дадиани, Отиа Элизбарович (1838—1915) — князь, генерал-майор.
- Дадиани, Андрей Давидович — светлейший князь Дадиан-Мингрельский, генерал-лейтенант.
- Дадиани, Шалва Николаевич (1874—1959) — актёр, писатель, драматург, общественный деятель, народный артист Грузинской ССР.
- Дадиани, Лионель Яковлевич (1927—2012) — к.ю.н., д.и.н., профессор, главный научный сотрудник Института социологии РАН.
- Дадиани, Георгий Елизбарович (в монашестве Григорий; 1827—1907/1908) — епископ Православной Российской церкви, епископ Гурийско-Мингрельский.